# South Eastern and Chatham Railway
La South Eastern and Chatham Railway (Chemin de fer du Sud-est et de Chatham, SECR) est une ancienne entreprise ferroviaire britannique créée en 1899 et dissoute en 1923 lorsqu'elle fusionne avec d'autres compagnies pour créer la Southern Railway lors du regroupement de 1923 prôné par le « Railways Act 1921 ».
Formée le 1er janvier 1899, la South Eastern and Chatham Railway n'est pas en soi une véritable compagnie ferroviaire, c'est un comité de gestion opérationnel de deux anciennes compagnies rivales : la  South Eastern Railway et la London, Chatham and Dover Railway. Au sein de la SECR, ces deux compagnies restent distinctes en tant qu'entreprises mais sont associées dans la SECR pour la gestion de leur réseau mis en commun.